# バターリャ山
バターリャ山（バターリャさん、ポルトガル語: Monte Batalha）とは、アフリカ大陸のすぐ西の大西洋上に位置するソタヴェント諸島を構成する島の1つである、マイオ島に存在する山の1つである。

## 地理

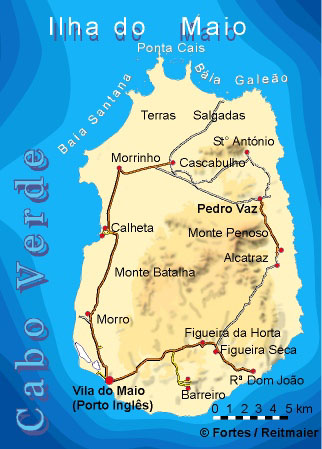
マイオ島の全島地図。Monte Batalhaと書かれている場所がバターリャ山である。

バターリャ山は、マイオ島の中央部のやや西寄りに位置していて、その山頂の標高は約294 mである。
なお、マイオ島の中央部には他にも幾つかの山が存在しており、この山から見て東の方にはペノーズ山やブランコ山がある。